# ماساهيكو نيشيمورا
ماساهيكو نيشيمورا (باليابانية: 西村雅彦) هو ممثل ياباني، ولد في 12 كانون الأول/ديسمبر 1960 بتوياما في اليابان.

## الأعمال

### أفلام
| السنة | العنوان                | الدور              |
| ----- | ---------------------- | ------------------ |
| 1997  | وقت الراديو            | تاتسوهيكو أوشيجيما |
| 1997  | الأميرة مونونوكي       |                    |
| 1999  | المعلم العظيم أونيزوكا |                    |
| 2013  | صعود الرياح            |                    |

### مسلسلات
| السنة | العنوان          | الدور |
| ----- | ---------------- | ----- |
| 2006  | نودامي كانتابيلي |       |

## روابط خارجية
- ماساهيكو نيشيمورا على موقع IMDb (الإنجليزية)
- ماساهيكو نيشيمورا على موقع ألو سيني (الفرنسية)
- ماساهيكو نيشيمورا على موقع أول موفي (الإنجليزية)
- ماساهيكو نيشيمورا على موقع قاعدة بيانات الفيلم (الإنجليزية)
- ماساهيكو نيشيمورا على موقع كينوبويسك (الروسية)
- ماساهيكو نيشيمورا على موقع ANN person (الإنجليزية)

لا توجد روابط لمواقع التواصل الاجتماعي.